# Draft de la NBA de 2010
El Draft de la NBA de 2010 se celebró el 25 de junio de 2010 en el recinto del Madison Square Garden de la ciudad de Nueva York. Fue transmitido para Estados Unidos por la cadena especializada ESPN. En el draft de 2010, varios equipos de la National Basketball Association (NBA) tomaron turnos para la selección de jugadores de baloncesto universitario de los Estados Unidos y otros jugadores elegibles, incluyendo jugadores internacionales.

## Reglas de elegibilidad
Desde el draft de 2008, los jugadores provenientes de high school no serán elegibles. El acuerdo alcanzado entre la NBA y el Sindicato de Jugadores ha establecido unas normas con respecto a la edad de los jugadores que pueden ser declarados elegibles:
- Todos los jugadores que entren en el draft, sea cual sea su nacionalidad, deben haber nacido antes del 31 de diciembre de 1991, o lo que es lo mismo, deben de tener al menos 19 años en el año en el que discurre el draft.
- De acuerdo con el contrato colectivo de trabajo (CCT), los jugadores estadounidenses deben haber pasado un año tras su graduación en el instituto. El CCT define a un jugador internacional a quien haya residido permanentemente fuera de los Estados Unidos al menos tres años previos al draft del 2010, no se haya graduado del High School ni inscrito en una universidad estadounidense.

## Orden del Draft
Las primeras 14 elecciones del draft, se reserva para los equipos no clasificados para los play-offs, se determinaron por medio de un sorteo, realizado el 18 de mayo de 2010 en un acto en la ciudad de Secaucus (Nueva Jersey). El resto de las elecciones de primera ronda y las de la segunda se asignan a los equipos en orden inverso a su clasificación del año anterior. Los Washington Wizards y los Philadelphia 76ers ganaron la lotería, por lo que fueron el primer y segundo equipo con derecho a elegir. El tercer turno la ganaron los New Jersey Nets.

## Primera ronda

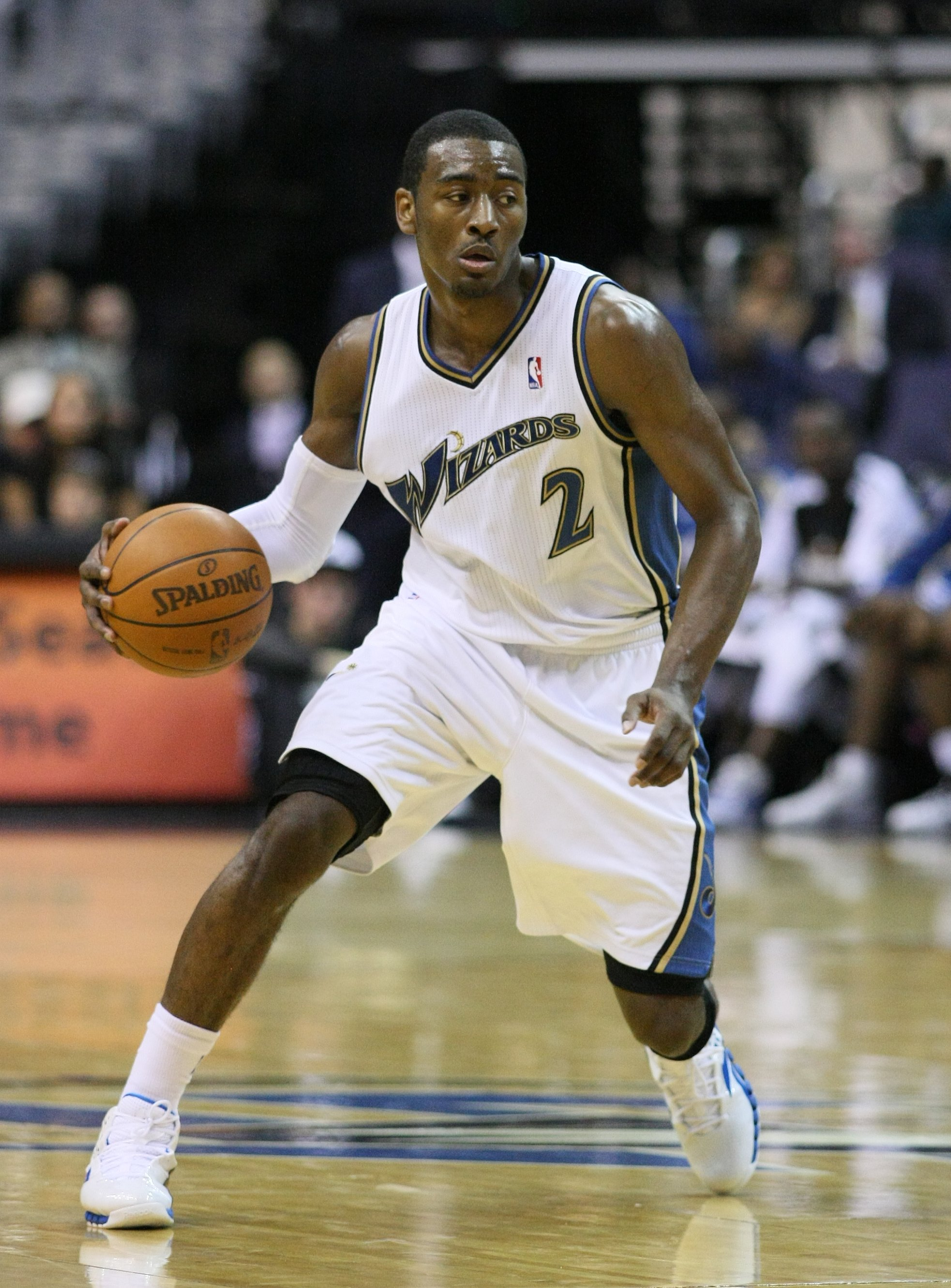
John Wall seleccionado en primera posición por Washington Wizards.

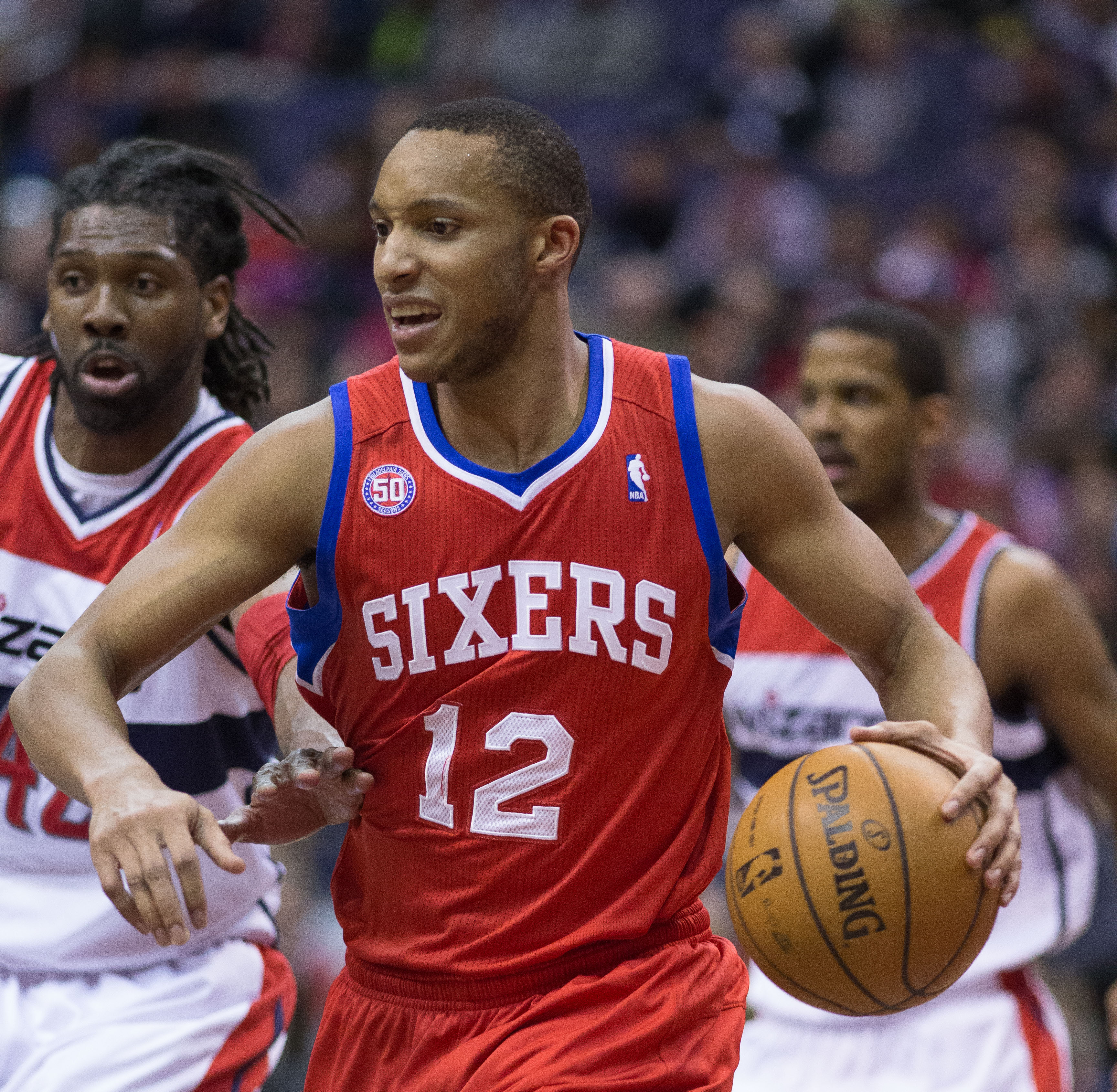
Evan Turner seleccionado segundo por Philadelphia 76ers.

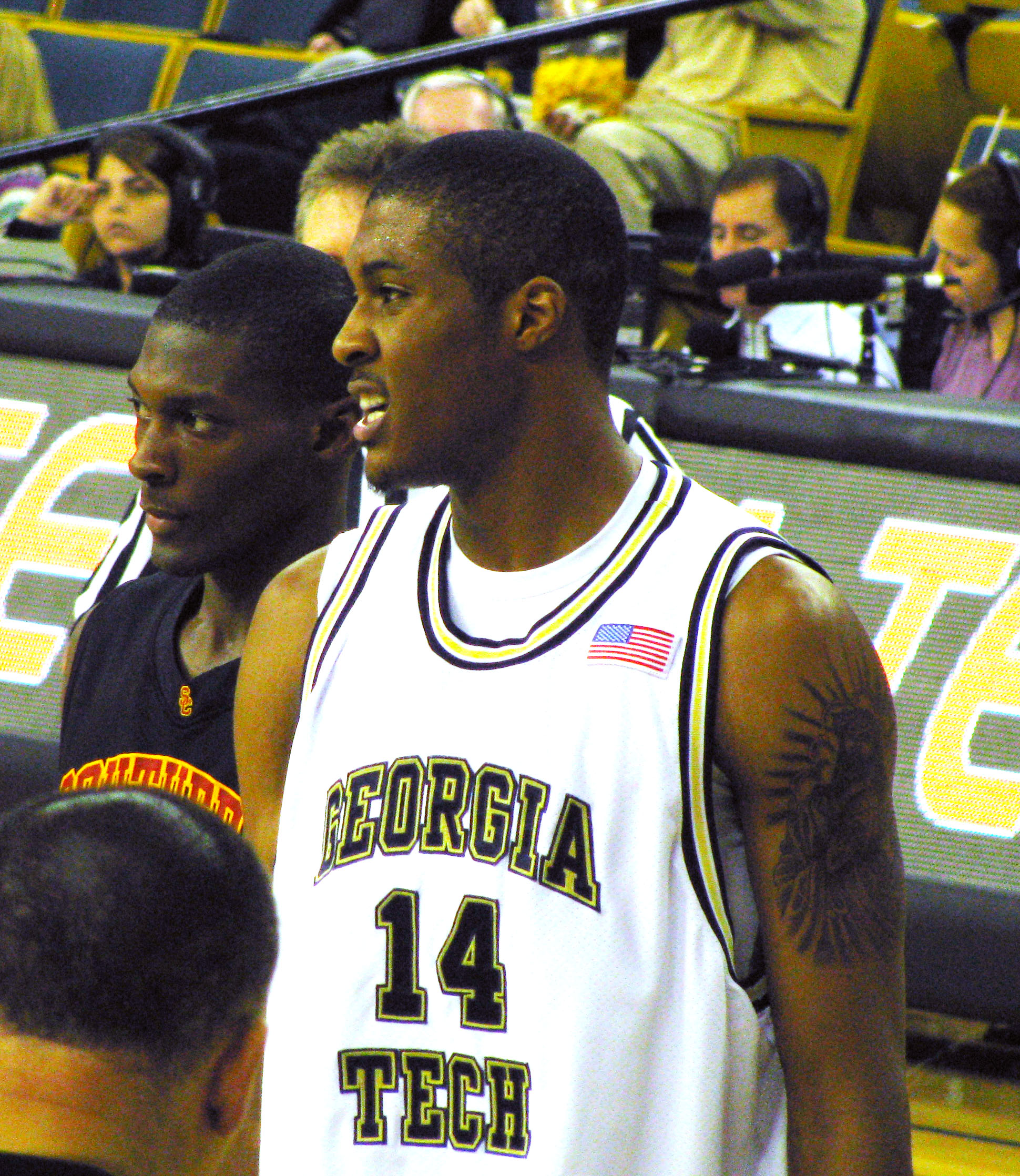
Derrick Favors seleccionado en tercer lugar por New Jersey Nets.

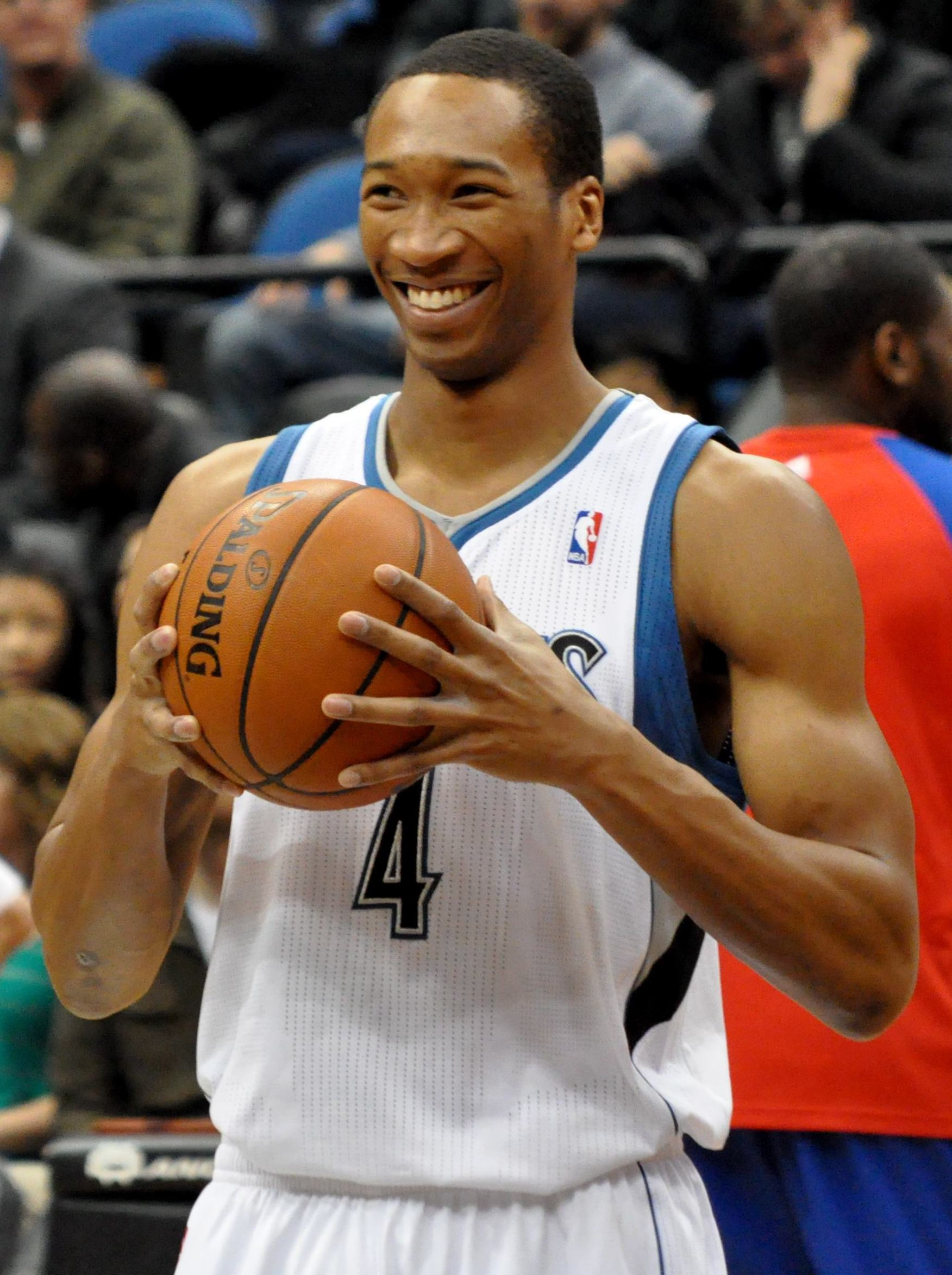
Wesley Johnson cuarta selección de Minnesota Timberwolves.

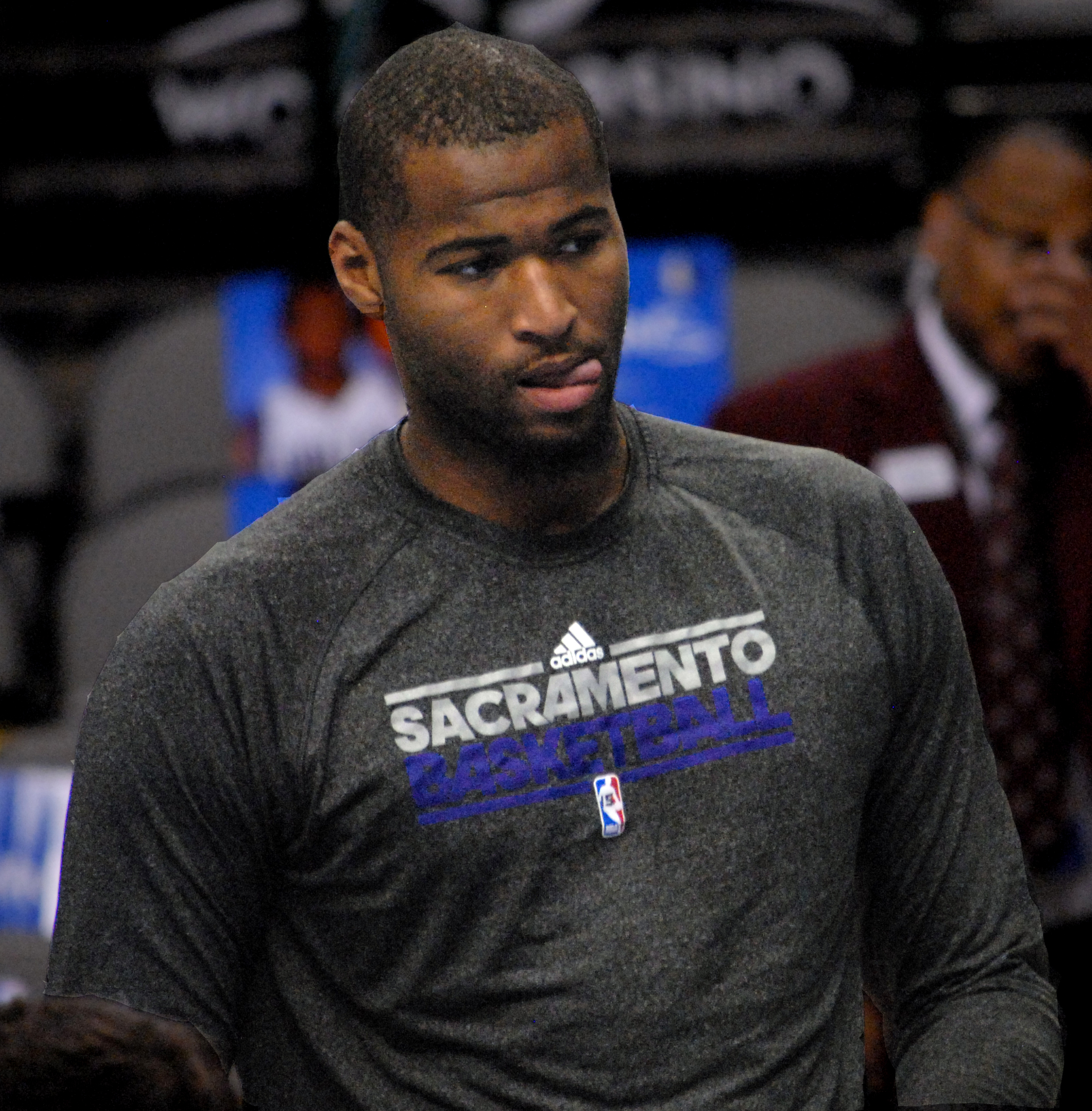
DeMarcus Cousins seleccionado en quinto lugar por Sacramento Kings.

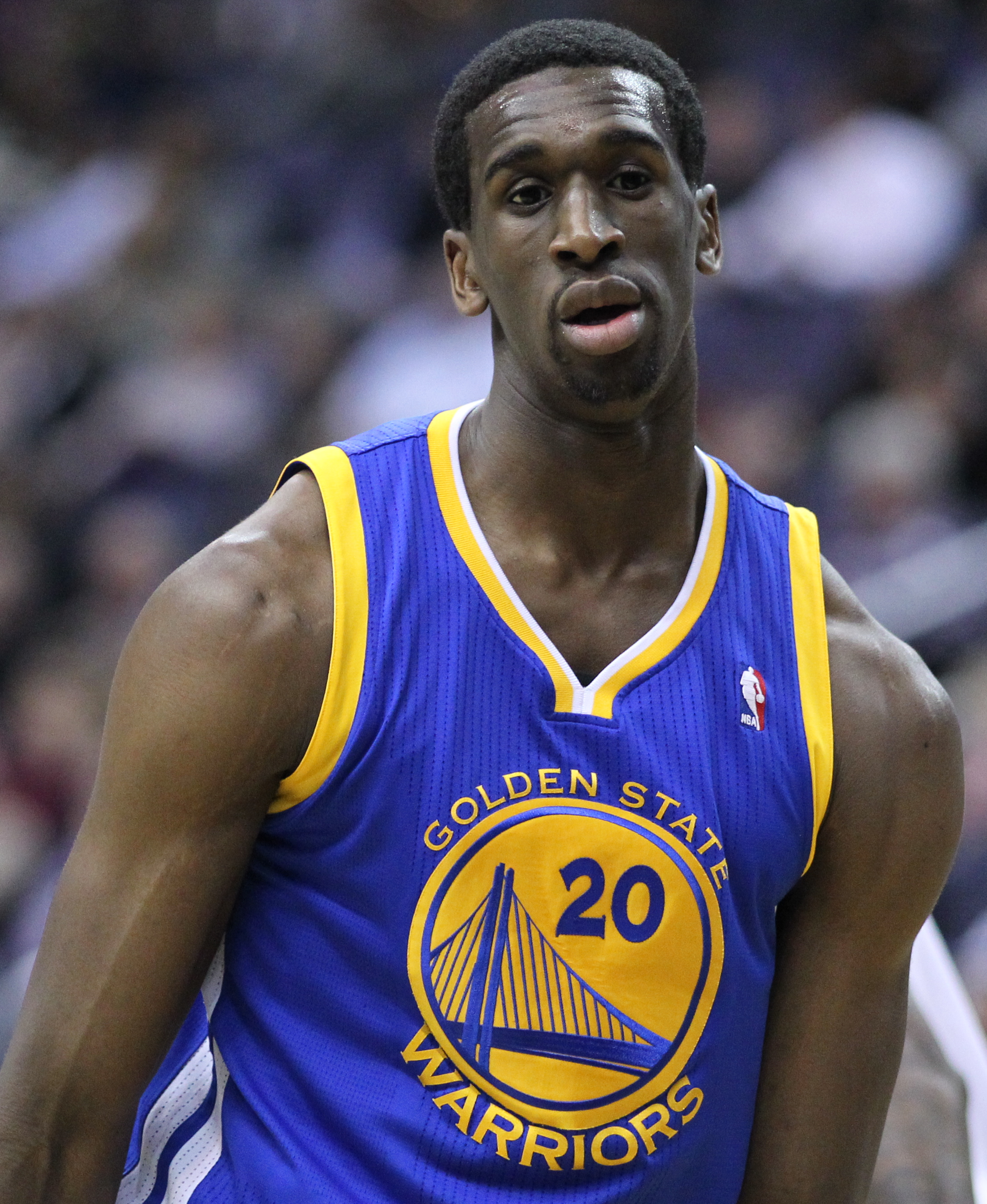
Ekpe Udoh sexta selección de Golden State Warriors.

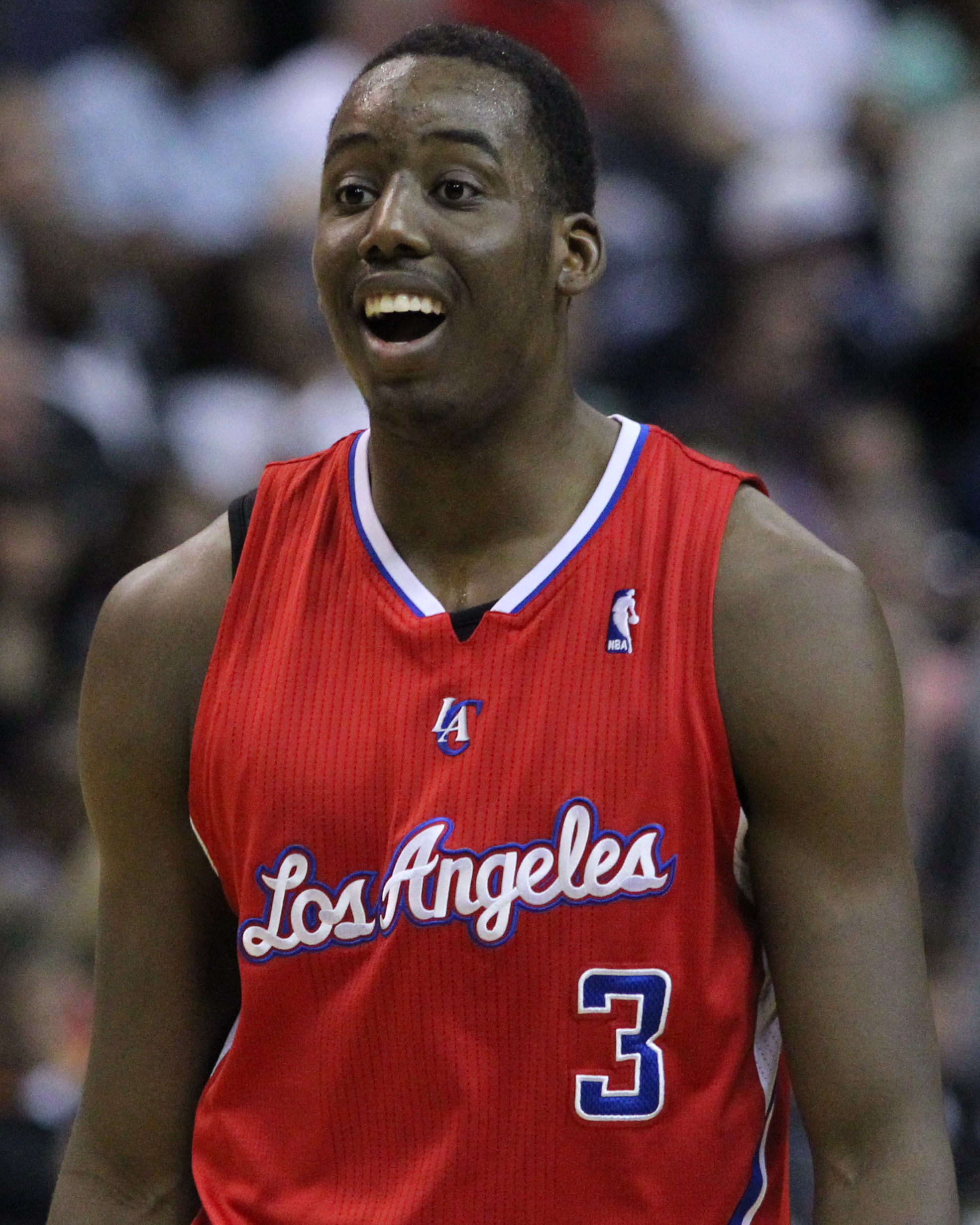
Al-Farouq Aminu octava selección de Los Angeles Clippers.

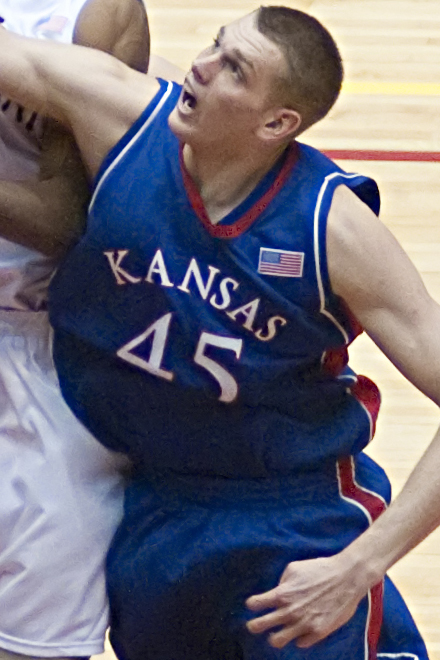
Cole Aldrich undécima elección de New Orleans Hornets.

|  | Denota jugador que ha sido seleccionado al menos en un All-Star Game y un Mejor Quinteto de la NBA |
|  | Denota jugador que ha sido seleccionado al menos en un All-Star Game                               |
|  | Denota jugador que nunca ha jugado en la NBA                                                       |

| Pick | Jugador           | Posición        | Nacionalidad   | Equipo                                                                                     | Universidad/Club   |
| ---- | ----------------- | --------------- | -------------- | ------------------------------------------------------------------------------------------ | ------------------ |
| 1    | John Wall         | Base            | Estados Unidos | Washington Wizards                                                                         | Kentucky           |
| 2    | Evan Turner       | Escolta         | Estados Unidos | Philadelphia 76ers                                                                         | Ohio State         |
| 3    | Derrick Favors    | Ala-pívot       | Estados Unidos | New Jersey Nets                                                                            | Georgia Tech       |
| 4    | Wesley Johnson    | Alero           | Estados Unidos | Minnesota Timberwolves                                                                     | Syracuse           |
| 5    | DeMarcus Cousins  | Pívot           | Estados Unidos | Sacramento Kings                                                                           | Kentucky           |
| 6    | Ekpe Udoh         | Ala-pívot       | Estados Unidos | Golden State Warriors                                                                      | Baylor             |
| 7    | Greg Monroe       | Ala-pívot/Pívot | Estados Unidos | Detroit Pistons                                                                            | Georgetown         |
| 8    | Al-Farouq Aminu   | Alero           | Nigeria        | Los Angeles Clippers                                                                       | Wake Forest        |
| 9    | Gordon Hayward    | Escolta/Alero   | Estados Unidos | Utah Jazz (desde New York Knicks vía Phoenix Suns)                                         | Butler             |
| 10   | Paul George       | Alero           | Estados Unidos | Indiana Pacers                                                                             | Fresno State       |
| 11   | Cole Aldrich      | Ala-pívot/Pívot | Estados Unidos | New Orleans Hornets (traspasado a Oklahoma City)                                           | Kansas             |
| 12   | Xavier Henry      | Escolta/Alero   | Estados Unidos | Memphis Grizzlies                                                                          | Kansas             |
| 13   | Ed Davis          | Ala-pívot       | Estados Unidos | Toronto Raptors                                                                            | Carolina del Norte |
| 14   | Patrick Patterson | Ala-pívot       | Estados Unidos | Houston Rockets                                                                            | Kentucky           |
| 15   | Larry Sanders     | Ala-pívot       | Estados Unidos | Milwaukee Bucks (desde Chicago)                                                            | VCU                |
| 16   | Luke Babbitt      | Alero           | Estados Unidos | Minnesota Timberwolves (desde Charlotte Bobcats vía Denver Nuggets) traspasado a Portland) | Nevada             |
| 17   | Kevin Seraphin    | Ala-pívot       | Francia        | Chicago Bulls (de Milwaukee, traspasado a Washington)                                      | Cholet (Francia)   |
| 18   | Eric Bledsoe      | Escolta/Base    | Estados Unidos | Oklahoma City Thunder (desde Miami) traspasado a LA Clippers)                              | Kentucky           |
| 19   | Avery Bradley     | Escolta/Base    | Estados Unidos | Boston Celtics                                                                             | Texas              |
| 20   | James Anderson    | Escolta         | Estados Unidos | San Antonio Spurs                                                                          | Oklahoma State     |
| 21   | Craig Brackins    | Ala-pívot       | Estados Unidos | Oklahoma City Thunder (traspasado a New Orleans)                                           | Iowa State         |
| 22   | Elliot Williams   | Escolta/Alero   | Estados Unidos | Portland Trail Blazers                                                                     | Memphis            |
| 23   | Trevor Booker     | Ala-pívot       | Estados Unidos | Minnesota Timberwolves (desde Utah vía Philadelphia 76ers) traspasado a Washington)        | Clemson            |
| 24   | Damion James      | Ala-Pívot       | Estados Unidos | Atlanta Hawks (traspasado a New Jersey)                                                    | Texas              |
| 25   | Dominique Jones   | Escolta         | Estados Unidos | Memphis Grizzlies (desde Denver Nuggets) traspasado a Dallas)                              | Florida del Sur    |
| 26   | Quincy Pondexter  | Alero           | Estados Unidos | Oklahoma City Thunder (de Phoenix traspasado a New Orleans)                                | Washington         |
| 27   | Jordan Crawford   | Escolta         | Estados Unidos | New Jersey Nets (desde Dallas) traspasado a Atlanta)                                       | Xavier             |
| 28   | Greivis Vasquez   | Base            | Venezuela      | Memphis Grizzlies (desde New Orleans)                                                      | Maryland           |
| 29   | Daniel Orton      | Pívot           | Estados Unidos | Orlando Magic                                                                              | Kentucky           |
| 30   | Lazar Hayward     | Escolta         | Estados Unidos | Washington Wizards(de Cleveland, traspasado a Minnesota)                                   | Marquette          |

## Segunda ronda
| Pick | Jugador            | Posición      | Nacionalidad   | Equipo                                                                           | Universidad/Club                 |
| ---- | ------------------ | ------------- | -------------- | -------------------------------------------------------------------------------- | -------------------------------- |
| 31   | Tibor Pleiß        | Pívot         | Alemania       | New Jersey Nets (traspasado a Oklahoma City vía Atlanta)                         | Brose Baskets (Alemania)         |
| 32   | Dexter Pittman     | Pívot         | Estados Unidos | Miami Heat (de Minnesota vía Oklahoma City)                                      | Texas                            |
| 33   | Hassan Whiteside   | Pívot         | Estados Unidos | Sacramento Kings                                                                 | Marshall                         |
| 34   | Armon Johnson      | Base          | Estados Unidos | Portland Trail Blazers (de Golden State)                                         | Nevada                           |
| 35   | Nemanja Bjelica    | Alero         | Serbia         | Washington Wizards (traspasado a Minnesota)                                      | Estrella Roja Belgrado (Serbia)  |
| 36   | Terrico White      | Escolta       | Estados Unidos | Detroit Pistons                                                                  | Ole Miss                         |
| 37   | Darington Hobson   | Alero         | Estados Unidos | Milwaukee Bucks (de Philadelphia)                                                | New Mexico                       |
| 38   | Andy Rautins       | Escolta       | Canadá         | New York Knicks                                                                  | Syracuse                         |
| 39   | Landry Fields      | Escolta/Alero | Estados Unidos | New York Knicks (de L.A. Clippers vía Denver)                                    | Stanford                         |
| 40   | Lance Stephenson   | Escolta       | Estados Unidos | Indiana Pacers                                                                   | Cincinnati                       |
| 41   | Jarvis Varnado     | Ala-Pívot     | Estados Unidos | Miami Heat (de New Orleans)                                                      | Mississippi State                |
| 42   | Da'Sean Butler     | Alero         | Estados Unidos | Miami Heat (de Toronto)                                                          | West Virginia                    |
| 43   | Devin Ebanks       | Alero         | Estados Unidos | Los Angeles Lakers (de Memphis)                                                  | West Virginia                    |
| 44   | Jerome Jordan      | Pívot         | Jamaica        | Milwaukee Bucks (de Chicago vía Portland y Golden State)                         | Tulsa                            |
| 45   | Paulo Prestes      | Pívot         | Brasil         | Minnesota Timberwolves (de Houston)                                              | Club Baloncesto Granada (España) |
| 46   | Gani Lawal         | Ala-Pívot     | Estados Unidos | Phoenix Suns (de Charlotte)                                                      | Georgia Tech                     |
| 47   | Tiny Gallon        | Alero         | Estados Unidos | Milwaukee Bucks                                                                  | Oklahoma                         |
| 48   | Latavious Williams | Ala-Pívot     | Estados Unidos | Miami Heat (traspasado a Oklahoma City)                                          | Tulsa 66ers (D-League)           |
| 49   | Ryan Richards      | Alero         | Reino Unido    | San Antonio Spurs                                                                | CB Gran Canaria (España)         |
| 50   | Solomon Alabi      | Pívot         | Nigeria        | Dallas Mavericks (de Oklahoma City, traspasado a Toronto)                        | Florida State                    |
| 51   | Magnum Rolle       | Pívot         | Bahamas        | Oklahoma City Thunder (de Portland vía Dallas y Minnesota, traspasado a Indiana) | Louisiana Tech                   |
| 52   | Luke Harangody     | Ala-Pívot     | Estados Unidos | Boston Celtics                                                                   | Notre Dame                       |
| 53   | Pape Sy            | Alero         | Francia        | Atlanta Hawks                                                                    | STB Le Havre (Francia)           |
| 54   | Willie Warren      | Base          | Estados Unidos | Los Angeles Clippers (de Denver)                                                 | Oklahoma                         |
| 55   | Jeremy Evans       | Alero         | Estados Unidos | Utah Jazz                                                                        | Western Kentucky                 |
| 56   | Hamady N'Diaye     | Pívot         | Senegal        | Minnesota Timberwolves (de Phoenix, traspasado a Washington)                     | Rutgers                          |
| 57   | Ryan Reid          | Ala-Pívot     | Estados Unidos | Indiana Pacers (de Dallas, traspasado a Oklahoma City)                           | Florida State                    |
| 58   | Derrick Caracter   | Ala-Pívot     | Estados Unidos | Los Angeles Lakers                                                               | UTEP                             |
| 59   | Stanley Robinson   | Alero         | Estados Unidos | Orlando Magic                                                                    | Connecticut                      |
| 60   | Dwayne Collins     | Ala-Pívot     | Estados Unidos | Phoenix Suns (de Cleveland)                                                      | Miami                            |

## Traspasos con jugadores del draft involucrados

### Acuerdos previos al draft
Previo a la celebración del draft, se produjeron los siguientes traspasos entre los diferentes equipos:
- El 12 de febrero de 2004, Utah Jazz adquiere a Tom Gugliotta junto con la 1.ª elección de los años 2004 y 2010 de New York Knicks y la 2.ª elección y dinero de Phoenix Suns a cambio de Keon Clark y Ben Handlogten.[1] Previamente, el 5 de junio de 2004, Phoenix adquirió a Antonio McDyess, Howard Eisley, Charlie Ward, Maciej Lampe, los derechos de escoger a Miloš Vujanić, dos elecciones de la primera ronda y dinero de New York a cambio de Stephon Marbury, Penny Hardaway y Cezary Trybański.[2]

- El 18 de febrero de 2010, los Milwaukee Bucks adquirieron una segunda ronda del draft de 2011 y 2012, John Salmons y la opción de intercambiar la primera elección de Chicago Bulls a cambio de Hakim Warrick y Joe Alexander.[3]

- El 25 de junio de 2009, Minnesota Timberwolves adquiere la primera elección de Charlotte Bobcats de los Denver Nuggets a cambio de los derechos de la elección de Ty Lawson.[4] Previamente Denver había adquirido la elección de la primera ronda de Charlotte el 25 de junio de 2008 a cambio de la elección 20.ª del Draft de la NBA de 2008.[5]

- El 23 de junio de 2010, Oklahoma City Thunder adquirió a Daequan Cook y la elección 18 de los Miami Heat del draft de 2010 a cambio de la elección 32 del draft de 2010.[6] Previamente el 27 de julio de 2009, Oklahoma City adquirió a Etan Thomas y dos elecciones de la segunda ronda de Minnesota a cambio de Damien Wilkins y Chucky Atkins.[7] Anterior a ello, Minnesota adquirió una elección de segunda ronda y dinero de los Dallas Mavericks a cambio de los derechos de escoger a Nick Calathes.[8] Previamente, el 24 de junio de 2009, Dallas adquirió una elección de segunda ronda, los números 24 y 56 del Draft de la NBA de 2009 de los Portland Trail Blazers a cambio de la elección 22 del draft del 2009.[9]

- El 9 de julio de 2007, Minnesota adquirió a Rodney Carney, Calvin Booth la elección de la primera ronda de Utah y dinero de Philadelphia a cambio de una elección condicional de la segunda ronda.[10] Previamente el 29 de diciembre de 2007, Philadelphia adquirió a Gordan Giriček y una elección de Utah en la primera ronda a cambio de Kyle Korver.[11]

- El 7 de agosto de 2009, los Memphis Grizzlies adquirieron a Steven Hunter, una elección de primera ronda y dinero de Denver a cambio de una elección condicional de segunda ronda.[12]

- El 20 de julio de 2007, Oklahoma City (para entonces Seattle SuperSonics) adquirió a Kurt Thomas, elecciones de primera ronda del draft de 2008 y 2010 de los Phoenix Suns a cambio de una elección de segunda ronda en el draft de 2009.[13]

- El 19 de febrero de 2008, los New Jersey Nets adquirieron a Devin Harris, Trenton Hassell, Maurice Ager, DeSagana Diop, Keith Van Horn, dinero y elecciones de primera ronda del draft de 2008 y 2010 de Dallas a cambio de Jason Kidd, Antoine Wright y Malik Allen.[14]

- El 1 de febrero de 2008, Memphis adquirió a Kwame Brown, Javaris Crittenton, Aaron McKie, los derechos de adquirir a Marc Gasol, dinero y una elección en la primera ronda del draft de 2008 y 2010 a Los Angeles Lakers a cambio de Pau Gasol y una elección de la segunda ronda.[15]

- El 17 de febrero de 2010, Washington adquirió a Žydrūnas Ilgauskas, los derechos sobre Emir Preldžič y una primera ronda del draft de Cleveland en un traspaso entre tres equipos con Cleveland y L.A. Clippers.[16]

- El 22 de junio de 2010, Milwaukee adquirió a Corey Maggette y la elección 44 del Draft de 2010 de Golden State a cambio de Charlie Bell y Dan Gadzuric.[17] Previamente, Golden State adquirió la elección 44 y dinero el 21 de junio de 2010 de Portland a cambio de la elección 34.[18] Previamente, Portland adquirió dos segundas rondas de los draft de 2009 y 2010 de Chicago en un acuerdo a tres bandas el 26 de junio de 2008.[19][20]

- El 18 de febrero de 2010, Milwaukee adquirió a Primož Brezec, Royal Ivey y una segunda ronda del draft de Philadelphia a cambio de Francisco Elson y Jodie Meeks.[21]

- El 28 de julio de 2008, New York adquirió a Taurean Green, Bobby Jones y una segunda ronda del draft de Denver a cambio de Renaldo Balkman y dinero.[22] Previously, the L.A. Clippers acquired Marcus Camby on 15 de julio de 2008 from Denver in exchange for the option to swap 2010 second-ronda picks.[23]

- El 25 de junio de 2009, Miami adquirió dos segundas rondas de los draft de 2010 y 2012 de New Orleans a cambio de los derechos sobre Marcus Thornton.[24]

- El 13 de junio de 2009, Miami adquirió a Jermaine O'Neal, Jamario Moon y una futura primera ronda y otra segunda del draft de 2010 de Toronto a cambio de los derechos sobre Shawn Marion, Marcus Banks y dinero.[25]

- El 21 de febrero de 2008, Minnesota adquirió a Kirk Snyder, una segunda ronda del draft y dinero de Houston a cambio de Gerald Green.[26]

- El 10 de diciembre de 2008, Phoenix adquirió a Jason Richardson, Jared Dudley y una segunda ronda de Charlotte, a cambio de Raja Bell, Boris Diaw y Sean Singletary.[27]

- El 25 de junio de 2009, Dallas adquirió los derechos del draft sobre Rodrigue Beaubois y una segunda ronda de Oklahoma City, a cambio de los derechos sobre Byron Mullens.[28]

- El 29 de diciembre de 2009, Minnesota adquirió a Alando Tucker, una segunda ronda y dinero de Phoenix, a cambio de Jason Hart.[29]

- El 10 de octubre de 2008, Indiana adquirió a Eddie Jones, dos segundas rondas de 2009 y 2010 y dinero de Dallas a cambio de Shawne Williams.[30][31]

- El 25 de junio de 2009, Phoenix adquirió a Ben Wallace, Aleksandar Pavlović, una segunda ronda y dinero de Cleveland a cambio de Shaquille O'Neal.[32]

### Acuerdos en la noche del draft
Los siguientes traspasos que afectaban a jugadores del draft se realizaron el mismo día de la elección.
- Oklahoma City adquiere a Morris Peterson y los derechos sobre la undécima elección, Cole Aldrich de New Orleans a cambio de los derechos del draft de la elección 21, Craig Brackins y la 26, Quincy Pondexter. El acuerdo se cerrará el 8 de julio.[36][37][38]

- Portland adquiere a Ryan Gomes y los derechos de la elección 16, Luke Babbitt de Minnesota a cambio de Martell Webster.[39]

- Washington adquiere a Kirk Hinrich y los derechos de la elección 17, Kevin Seraphin de Chicago a cambio de una futura segunda ronda del draft.[40][41]

- Los L.A. Clippers adquieren los derechos de la elección 18, Eric Bledsoe de Oklahoma City a cambio de una futura primera ronda condicionada.[42]

- Washington adquiere los derechos de la elección 23, Trevor Booker y la 56, Hamady N'Diaye de Minnesota a cambio de los derechos de la elección 30, Lazar Hayward y la 35, Nemanja Bjelica.[43]

- New Jersey adquiere los derechos del draft de la elección 24, Damion James de Atlanta a cambio de los derechos de la elección 27, Jordan Crawford y 31, Tibor Pleiß.[44]

- Dallas adquiere los derechos de la elección 25, Dominique Jones de Memphis Grizzlies a cambio de dinero.[45]

- Oklahoma City adquiere los derechos de la elección 31, Tibor Pleiß de Atlanta a cambio de dinero.[46]

- Oklahoma City adquiere los derechos de la elección 48, Latavious Williams de Miami a cambio de una futura segunda ronda.[46]

- Toronto adquiere los derechos del draft de la elección 50, Solomon Alabi de Miami a cambio de una futura segunda ronda y dinero.[47]

- Indiana adquiere los derechos de la elección 51, Magnum Rolle de Oklahoma City a cambio de los derechos de la elección 57, Ryan Reid.[46]

## Jugadores notables no seleccionados
Estos jugadores no fueron seleccionados en el draft, pero han jugado al menos un partido en la NBA.
| Jugador             | Pos.  | Nacionalidad           | Universidad / Club       |
| ------------------- | ----- | ---------------------- | ------------------------ |
| Patrick Christopher | SG/SF | Estados Unidos         | California (Sr.)         |
| Sherron Collins     | PG    | Estados Unidos         | Kansas (Sr.)             |
| Luigi Datome        | F     | Italia                 | Virtus Roma (Italia)     |
| Jerome Dyson        | G     | Estados Unidos         | Connecticut (Jr.)        |
| Courtney Fortson    | PG    | Estados Unidos         | Arkansas (Sr.)           |
| Jeff Foote          | C     | Estados Unidos         | Cornell (Sr.)            |
| Manny Harris        | PG/SG | Estados Unidos         | Michigan (Jr.)           |
| Jeremy Lin          | PG    | Estados Unidos         | Harvard (Sr.)            |
| Boban Marjanović    | C     | Serbia                 | KK Hemofarm (Serbia)     |
| Elijah Millsap      | SG/SF | Estados Unidos         | UAB (Sr.)                |
| Tim Ohlbrecht       | PF/C  | Alemania               | Brose Baskets (Alemania) |
| Arinze Onuaku       | PF/C  | Estados Unidos         | Syracuse (Sr.)           |
| Miroslav Raduljica  | C     | Serbia                 | Efes Pilsen (Turkey)     |
| Samardo Samuels     | PF/C  | Jamaica                | Louisville (So.)         |
| Alexey Shved        | PG/SG | Rusia                  | CSKA Moscú (Rusia)       |
| Donald Sloan        | PG    | Estados Unidos         | Texas A&M (Sr.)          |
| Ishmael Smith       | G     | Estados Unidos         | Wake Forest (Sr.)        |
| Jerry Smith         | G     | Estados Unidos         | Louisville (Sr.)         |
| Lance Thomas        | PF    | Estados Unidos         | Duke (Sr.)               |
| Ben Uzoh            | PG    | Estados Unidos Nigeria | Tulsa (Sr.)              |